# Herbert Lom
Herbert Lom, eigenlijke naam Herbert Karel Angelo Kuchačevič ze Schluderpacheru (Praag, 11 september 1917 – Londen, 27 september 2012) was een Tsjechisch-Britse acteur.
Lom emigreerde in 1939 naar Groot-Brittannië. Hij speelde indrukwekkende rollen als Napoleon, het Spook van de Opera, professor Van Helsing en kapitein Nemo, maar is wellicht het bekendst geworden als Charles Dreyfus, de krankzinnige superieur van Inspector Clouseau in de Pink Panther films.

## Filmografie
- Žena pod křížem (1937) - Rol onbekend
- Boží mlýny (1938) - Rol onbekend
- The Young Mr. Pitt (1942) - Napoleon
- Secret Mission (1942) - Medisch officer
- Tomorrow We Live (1943) - Kurtz
- The Dark Tower (1943) - Torg
- Hotel Reserve (1944) - Andre Roux
- The Seventh Veil (1945) - Dr. Larsen
- Dual Alibi (1946) - Jules de Lisle/Georges de Lisle
- Night Boat to Dublin (1946) - Keitel
- Appointment with Crime (1946) - Gregory Lang
- Portrait from Life (1948) - Hendlemann
- Snowbound (1948) - Von Kellerman, alias Keramikos
- Good-Time Girl (1948) - Max Vine
- Brass Monkey (1948) - Peter Hobart
- The Lost People (1949) - Gast (Niet op aftiteling)
- Golden Salamander (1950) - Rankl
- Night and the City (1950) - Kristo
- State Secret (1950) - Karl Theodor
- The Black Rose (1950) - Anthemus
- Cage of Gold (1950) - Rahman
- Whispering Smith Hits London (1951) - Roger Ford
- Hell Is Sold Out (1951) - Dominic Danges
- Two on the Tiles (1951) - Ford
- Mr. Denning Drives North (1952) - Mados
- The Ringer (1952) - Maurice Meister
- The Man Who Watched the Trains Go By (1952) - Julius de Koster, Jr.
- The Net (1953) - Dr. Alex Leon
- Rough Shoot (1953) - Sandorski
- The Love Lottery (1954) - André Amico
- Star of India (1954) - Narbonne
- Beautiful Stranger (1954) - Emil Landosh
- The Wrong Widget (1955) - Rol onbekend
- The Ladykillers (1955) -
- War and Peace (1956) - Napoleon
- Errol Flynn Theatre (televisieserie) - Professor Hebermann (afl. The Sealed Room, 1957)
- Errol Flynn Theatre (televisieserie) - Steve (afl. The Girl in Blue Jeans, 1957)
- Fire Down Below (1957) - Havenmeester
- Hell Drivers (1957) - Gino Rossi
- Action of the Tiger (1957) - Trifon, Albanese bandiet
- Chase a Crooked Shadow (1958) - Politiecommissaris Vargas
- I Accuse! (1958) - Maj. DuPaty de Clam
- The Roots of Heaven (1958) - Orsini
- Intent to Kill (1958) - Juan Menda
- Passport to Shame (1958) - Nick Biaggi
- North West Frontier (1959) - Van Layden
- No Trees in the Street (1959) - Wilkie
- The Big Fisherman (1959) - Herod Antipas
- Third Man on the Mountain (1959) - Emil Saxo
- Wernher von Braun (1960) - Anton Reger
- Spartacus (1960) - Tigranes Levantus
- The Frightened City (1961) - Waldo Zhernikov
- Mr. Topaze (1961) - Castel Benac
- Mysterious Island (1961) - Kapitein Nemo
- El Cid (1961) - Ben Yussuf
- The Phantom of the Opera (1962) - The Phantom (Prof. L. Petrie)
- Tiara Tahiti (1962) - Chong Sing
- Der Schatz im Silbersee (1962) - Kolonel Brinkley
- Disneyland (televisieserie) - Schiapa (afl. The Horse Without a Head: The Key to the Cache, 1963|The Horse Without a Head: The 100,000,000 Franc Train Robbery, 1963)
- A Shot in the Dark (1964) - Charles Dreyfus
- The Human Jungle (televisieserie) - Dr. Roger Corder (afl. Struggle for a Mind, 1964)
- Onkel Toms Hütte (1965) - Simon Legree
- Return from the Ashes (1965) - Dr. Charles Bovard
- Our Man in Marrakesh (1966) - Mr. Casimir
- Gambit (1966) - Ahmad Shahbandar
- Die Nibelungen, Teil 2: Kriemhilds Rache (1967) - Etzel
- The Man from U.N.C.L.E. (televisieserie) - Randolph (afl. The Five Daughters Affair: Part 1 & 2, 1967)
- Villa Rides (1968) - Gen. Victoriano Huerta
- The Face of Eve (1968) - Diego
- Assignment to Kill (1968) - Matt Wilson
- Der Heiße Tod (1969) - Gouverneur Santos
- Doppelgänger (1969) - Dokter Hassler
- Hexen bis aufs Blut gequält (1970) - Graaf Cumberland
- Mister Jerico (televisiefilm, 1970) - Victor Russo
- Nachts, wenn Dracula erwacht (1970) - Prof. Abraham Van Helsing
- Dorian Gray (1970) - Henry Wotton
- Hawaii Five-O (televisieserie) - Mondrago (afl. Highest Castle, Deepest Grave, 1971)
- Murders in the Rue Morgue (1971) - Rene Marot
- Asylum (1972) - Byron
- Dark Places (1973) - Prescott
- And Now the Screaming Starts! (1973) - Henry Fengriffen
- Ein Unbekannter rechnet ab (1974) - Dr. Edward Armstrong
- The Return of the Pink Panther (1975) - Chief Insp. Charles Dreyfus
- The Pink Panther Strikes Again (1976) - Former Chief Insp. Charles Dreyfus
- Charleston (1977) - Watkins
- Revenge of the Pink Panther (1978) - Chief Insp. Charles Dreyfus
- The Lady Vanishes (1979) - Dr. Hartz
- Hopscotch (1980) - Yaskov
- The Man with Bogart's Face (1980) - Mr. Zebra
- Peter and Paul (televisiefilm, 1981) - Barnabas
- Play of the Month (televisieserie) - Dr. Görtler (afl. I Have Been Here Before, 1982)
- Trail of the Pink Panther (1982) - Chief Insp. Charles Dreyfus
- Curse of the Pink Panther (1983) - Chief Insp. Charles LaRousse Dreyfus
- The Dead Zone (1983) - Dr. Sam Weizak
- Lace (televisiefilm, 1984) - Monsieur Chardin
- Memed My Hawk (1984) - Ali Safa Bey
- King Solomon's Mines (1985) - Kolonel Bockner
- Whoops Apocalypse (1986) - Gen. Mosquera
- Skeleton Coast (1987) - Elia
- Dragonard (19870 - Gaston Le Farge
- Scoop (televisiefilm, 1987) - Mr. Baldwin
- Going Bananas (1987) - MacIntosh
- The Crystal Eye (1988) - Rol onbekend
- Master of Dragonard Hill (1989) - Le Farge
- Ten Little Indians (1989) - Generaal Brancko Romensky
- River of Death (1989) - Kolonel Ricardo Diaz
- Masque of the Red Death (1990) - Ludwig
- La setta (1991) - Moebius Kelly
- The Pope Must Die (1991) - Vittorio Corelli
- Son of the Pink Panther (1993) - Politiecommissaris Charles Dreyfus
- The Detectives (televisieserie) - Van der Dyck (afl. Dutch Cops, 1994)
- Marple: The Murder at the Vicarage (televisiefilm, 2004) - Professor Dufosse

- Biblioteca Nacional de España: XX1059246
- Bibliothèque nationale de France: cb14025039c (data)
- Gemeinsame Normdatei: 129249483
- International Standard Name Identifier: 0000 0001 0871 0398
- Library of Congress Control Number: n79105061
- Nationale Bibliotheek van Tsjechië: pna2004259368
- Nationale Bibliotheek van Israël: 987007315372805171
- Nationale Bibliotheek van Polen: a0000002314955
- Nederlandse Thesaurus van Auteursnamen: 073160997
- SNAC: w64k37cw
- Système universitaire de documentation: 092242448
- Virtual International Authority File: 12504875
- WorldCat: E39PBJvd8YwPPTmq3vJVV88Bfq